# Галлантс
Галлантс (англ. Gallants) — містечко в Канаді, у провінції Ньюфаундленд і Лабрадор.

## Населення
За даними перепису 2016 року, містечко нараховувало 50 осіб, показавши скорочення на 15,3%, порівняно з 2011-м роком. Середня густина населення становила 7,9 осіб/км².
З офіційних мов обидвома одночасно не володів жоден з жителів, тільки англійською — 45.
Працездатне населення становило 18,2% усього населення, усі були зайняті. 100% осіб були найманими працівниками, а 0% — самозайнятими.
18,2% мешканців мали закінчену шкільну освіту, не мали закінченої шкільної освіти — 27,3%, 45,5% мали післяшкільну освіту.
| Статево-вікова структура населення | Статево-вікова структура населення | Статево-вікова структура населення | Статево-вікова структура населення | Статево-вікова структура населення |
| ---------------------------------- | ---------------------------------- | ---------------------------------- | ---------------------------------- | ---------------------------------- |
|                                    |                                    |                                    |                                    |                                    |
| Всього                             | Всього                             | 54,5%45,5%                         |                                    |                                    |
| 0 — 14 років                       | 0 — 14 років                       |                                    | 16,7%                              | 16,7%                              |
| 15 — 64 років                      | 15 — 64 років                      |                                    | 41,7%                              | 41,7%                              |
| 65 і більше                        | 65 і більше                        |                                    | 41,7%                              | 41,7%                              |
| Середній вік (років)               | Середній вік (років)               | 60,959,5                           | 60,2                               | 60,2                               |
| Медіана (років)                    | Медіана (років)                    | 64,565,0                           | 65,0                               | 65,0                               |
| — чоловіки — жінки                 |                                    |                                    |                                    |                                    |

| Походження мешканців:     | Походження мешканців:     | Походження мешканців: | Походження мешканців: | Походження мешканців: |
| ------------------------- | ------------------------- | --------------------- | --------------------- | --------------------- |
| Походження                |                           |                       | осіб                  | %                     |
| Корінні американці        | Корінні американці        |                       | 10                    | 16.67%                |
| Інше північноамериканське | Інше північноамериканське |                       | 30                    | 50%                   |
| Європейське               | Європейське               |                       | 30                    | 50%                   |
| британське                | британське                |                       | 25                    | 41.67%                |
| французьке                | французьке                |                       | 10                    | 16.67%                |

| Зайнятість населення за галузями (за класифікацією NOC): | Зайнятість населення за галузями (за класифікацією NOC): | Зайнятість населення за галузями (за класифікацією NOC): | Зайнятість населення за галузями (за класифікацією NOC): | Зайнятість населення за галузями (за класифікацією NOC): |
| -------------------------------------------------------- | -------------------------------------------------------- | -------------------------------------------------------- | -------------------------------------------------------- | -------------------------------------------------------- |
|                                                          |                                                          |                                                          |                                                          |                                                          |
| Роздрібна торгівля та послуги                            | Роздрібна торгівля та послуги                            |                                                          | 100%                                                     | 100%                                                     |

## Клімат
Середня річна температура становить 3,3°C, середня максимальна – 18,6°C, а середня мінімальна – -13,8°C. Середня річна кількість опадів – 1 463 мм.
| Клімат поселення                              | Клімат поселення | Клімат поселення | Клімат поселення | Клімат поселення | Клімат поселення | Клімат поселення | Клімат поселення | Клімат поселення | Клімат поселення | Клімат поселення | Клімат поселення | Клімат поселення | Клімат поселення |
| Показник                                      | Січ.             | Лют.             | Бер.             | Квіт.            | Трав.            | Черв.            | Лип.             | Серп.            | Вер.             | Жовт.            | Лист.            | Груд.            |                  |
| Середній максимум, °C                         | −3,19            | −4,11            | 0,13             | 5,42             | 10,88            | 16,33            | 18,62            | 18,61            | 13,97            | 8,66             | 3,59             | −2,27            |                  |
| Середня температура, °C                       | −8,06            | −8,97            | −4,74            | 0,58             | 6,02             | 11,47            | 15,58            | 15,60            | 10,94            | 5,64             | 0,58             | −5,3             |                  |
| Середній мінімум, °C                          | −12,91           | −13,82           | −9,59            | −4,29            | 1,17             | 6,59             | 12,57            | 12,57            | 7,91             | 2,62             | −2,45            | −8,32            |                  |
| Норма опадів, мм                              | 130              | 95               | 84               | 70               | 106              | 119              | 128              | 143              | 159              | 152              | 148              | 129              |                  |
| Середньомісячна швидкість вітру, м/с          | 5.07             | 4.76             | 4.76             | 4.50             | 4.01             | 3.72             | 3.41             | 3.46             | 3.78             | 4.06             | 4.41             | 4.80             |                  |
| Середньомісячна сонячна радіація, кДж/м²·день | 3679             | 6629             | 10865            | 14534            | 17735            | 19249            | 18701            | 15864            | 11766            | 7083             | 3824             | 2709             |                  |
| --------------------------------------------- | ---------------- | ---------------- | ---------------- | ---------------- | ---------------- | ---------------- | ---------------- | ---------------- | ---------------- | ---------------- | ---------------- | ---------------- | ---------------- |
| Джерело:                                      |                  |                  |                  |                  |                  |                  |                  |                  |                  |                  |                  |                  |                  |